# Rose Cleveland
Rose Elizabeth Cleveland (13 giugno 1846 – Bagni di Lucca, 22 novembre 1918) è stata una first lady statunitense. 
Sorella di Grover Cleveland, 22º e 24º presidente degli Stati Uniti d'America, ha svolto il ruolo di first lady durante parte del primo mandato presidenziale del fratello, quando questi era ancora scapolo. È stata in seguito sostituita da Frances Cleveland dopo il matrimonio del fratello.

## Biografia

### I primi anni

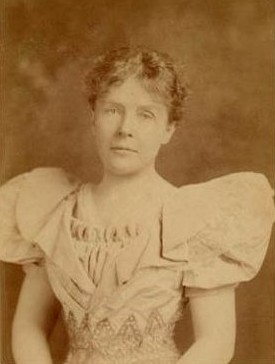
Rose Cleveland

Rose Cleveland nacque nel 1846 nello stato di New York, la più giovane dei nove figli di Richard and Ann Cleveland. Suo fratello Glover era di nove anni più grande di lei. In famiglia e dagli amici era comunemente chiamata Libby.
Nel 1853 la famiglia si trasferì a Holland Patent, un villaggio vicino alla città di Utica, dove il padre era stato nominato pastore della chiesa presbiteriana. Richard Cleveland morì però dopo solo un mese, e l'allora sedicenne Glover abbandonò gli studi per lavorare e aiutare a mantenere la famiglia.
Rose Elizabeth frequentò il Houghton Seminary a Clinton, nell'omonima contea, dimostrando una passione per la letteratura. Diventata insegnante, insegnò al Collegiate Institute di Lafayette, nell'Indiana e in una scuola femminile di Muncy, in Pennsylvania.
All'inizio degli anni 1880 tornò a Holland Patent per occuparsi dell'anziana madre, trovando lavoro nella locale Sunday School. Restò nel villaggio anche dopo la morte della madre nel 1882, insegnando alla Sunday School e tenendo conferenze.

### Il periodo come first lady
Nel 1885, quando suo fratello Glover, al tempo scapolo, divenne il 22º presidente degli Stati Uniti, Rose Elizabeth si trasferì alla Casa Bianca per svolgere il ruolo di first lady. Partecipò insieme a lui alla cerimonia di insediamento e organizzò cene e ricevimenti, nonostante trovasse frustranti le lunghe cerimonie e il rigido protocollo.
Durante i mesi come first lady non abbandonò la propria passione per la letteratura, e nel 1885 pubblicò il libro, George Eliot's Poetry and Other Studies, che grazie alla propria posizione pubblica divenne rapidamente un best seller, raggiungendo le 12 edizioni in un solo anno. L'anno successivo diede alle stampe una seconda opera, un trattato sulla società americana dal titolo You and I: Moral, Intellectual and Social Culture.
Il 2 giugno 1886 Glover Cleveland sposò Frances Folsom, la quale le subentrò nel ruolo di first lady.
Libera dai doveri pubblici, negli anni successivi Rose Cleveland divenne presidentessa del Collegiate Institute di Lafayette, dove aveva già lavorato in precedenza, e redattrice della rivista Literary Life di Chicago. I diritti d'autore dei suoi libri le permisero inoltre di accumulare una discreta somma di denaro, con cui acquistò due lotti di terreno e fece costruire un cottage a Naples, in Florida.

### Ultimi anni

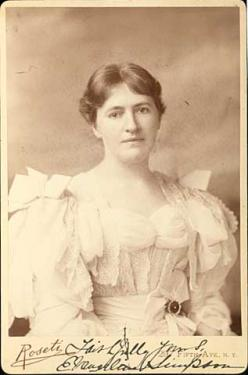
Evangeline Evangeline Simpson Whipple

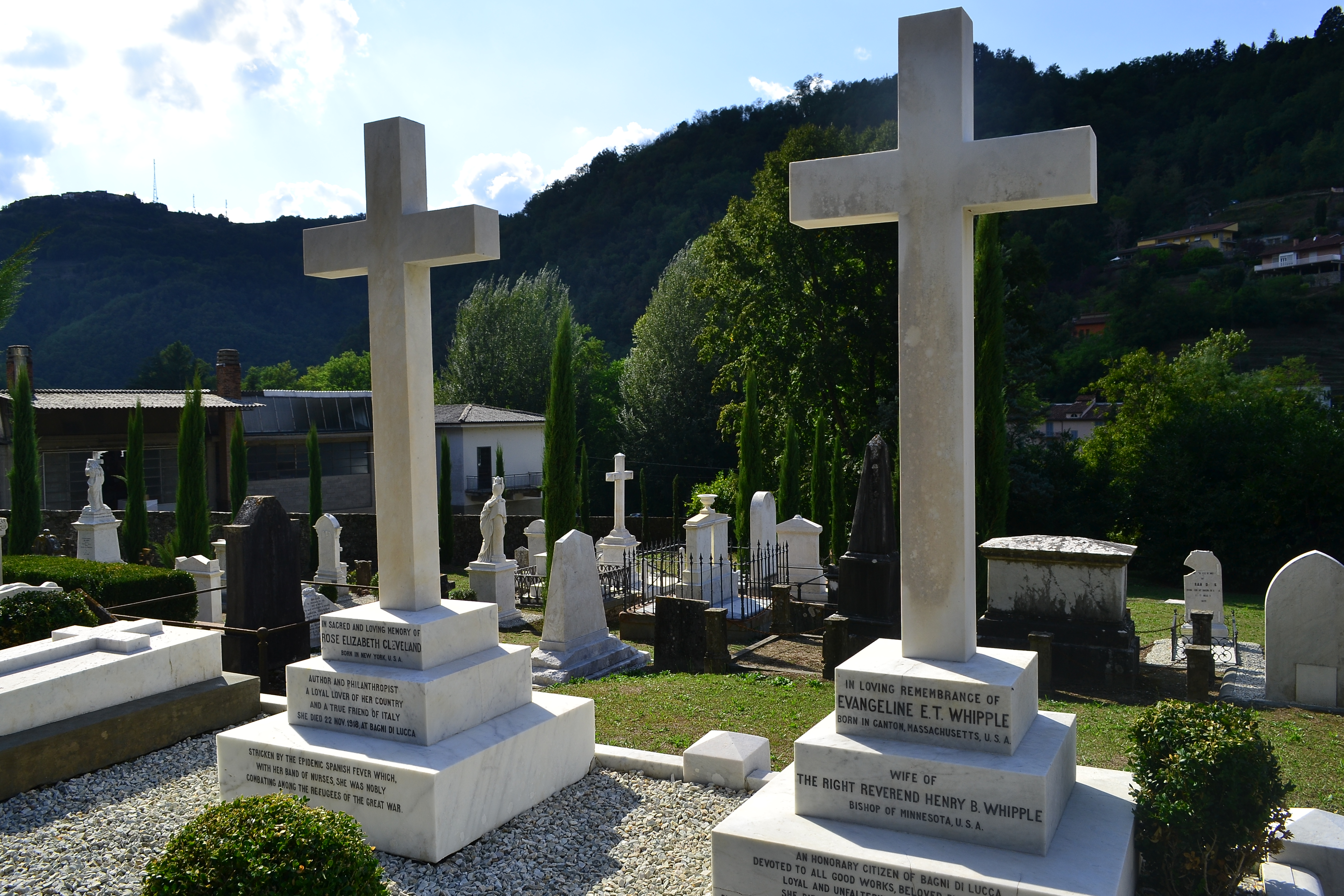
Le tombe di Rose Cleveland e Evangeline Simpson nel cimitero anglicano di Bagni di Lucca

In Florida conobbe Evangeline Marrs Simpson, una giovane e ricca vedova. Tra le due nacque presto una relazione sentimentale, e iniziarono una appassionata corrispondenza con lettere cariche di sensualità. Parte di queste lettere sono state donate nel 1969 alla Minnesota Historical Society dai discendenti del secondo marito di Evangeline Marrs, e inizialmente non vennero mostrate al pubblico in quanto suggerivano fortemente l'esistenza di una relazione lesbica tra le due donne, considerata allora scandalosa.
Nel 1896 Marrs, nonostante la contrarietà di Cleveland, si sposò con l'anziano vescovo Henry Benjamin Whipple e si trasferì con lui in Minnesota. Negli anni successivi le due donne continuarono la loro corrispondenza, ma il tono delle lettere divenne meno intimo.
Nel 1901, dopo la morte di Whipple, le due donne ripresero a frequentarsi, pur continuando a vivere separate. Nel 1910 si trasferirono in Italia, affinché Evangeline potesse prendersi cura del fratello malato che viveva lì, e nel 1912 si stabilirono nella cittadina di Bagni di Lucca in Toscana, dove vissero insieme condividendo una casa con l'illustratrice inglese Nelly Erichsen.
A Bagni di Lucca le due donne supportarono la comunità locale, fecero costruire un orfanotrofio e, allo scoppio della prima guerra mondiale, lavorarono con la Croce Rossa per dare assistenza agli sfollati che avevano trovato rifugio nel paese.
Rose Cleveland morì nel 1918 a causa dell'influenza spagnola, e venne sepolta nel cimitero anglicano del paese. Evangeline Marrs Whipple continuò a vivere nel paese fino alla sua morte nel 1930. Come richiesto nel suo testamento, venne sepolta accanto alla compagna, in una tomba identica alla sua.